# Cremaster 2
Série Cremaster
Cremaster 1
(1995) Cremaster 3
(2002)
Pour plus de détails, voir Fiche technique et Distribution.
Cremaster 2 est un film réalisé en 1999 par l'artiste et cinéaste Matthew Barney. Il s'agit du deuxième volume de son cycle Cremaster, qui comprend également Cremaster 1, Cremaster 3, Cremaster 4 et Cremaster 5, développés et produits entre 1994 et 2002. Il est défini comme un western gothique qui introduit un conflit dans le système.

## Synopsis

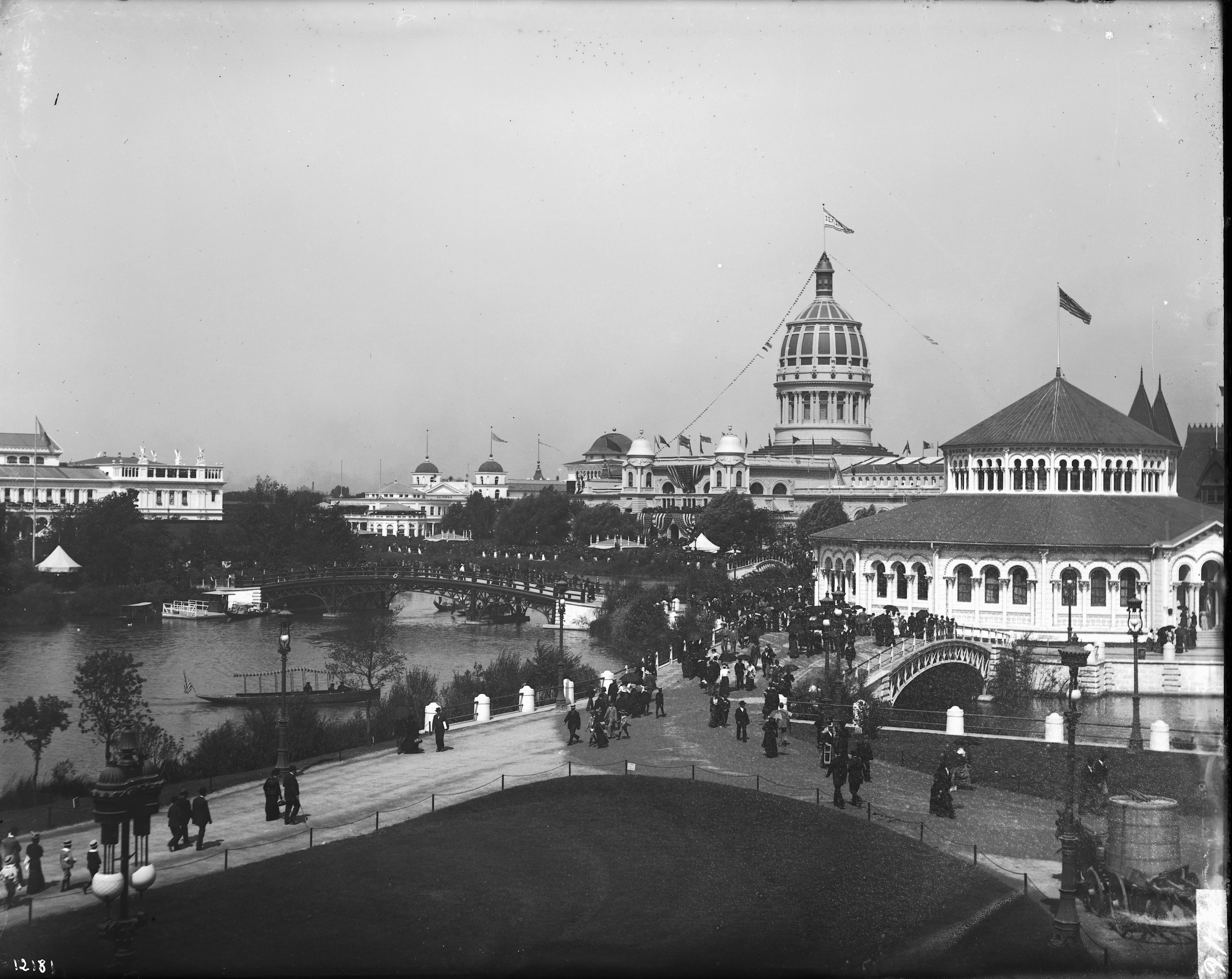
Chicago pendant l'Exposition universelle de 1893.

Cremaster 2 est tourné en 1999. Il s'agit d'un western avec des éléments du gothique américain du XIXe siècle qui introduit dans le thème de la série un conflit dans le système au cours de la phase de division sexuelle pendant le développement du fœtus.
Le système résiste à la division et tente de se maintenir dans l'équilibre du Cremaster 1. D'une part, l'un des meurtres commis en 1977 par le tueur en série Gary Gilmore (Matthew Barney) est reconstitué lors d'un rodéo sur le Grand Lac Salé, dans le nord de l'Utah.
L'autre met en scène un spectacle donné en 1893 à l'Exposition universelle de Chicago par Harry Houdini, interprété par Norman Mailer. Plusieurs ponts sont établis entre les deux histoires, et plusieurs allusions sont faites l'une à l'autre. Parmi elles, le fait que le magicien pourrait être le grand-père de Gilmore.
Le film s'articule autour de trois thèmes : le paysage comme témoin, l'histoire de Gilmore et la vie des abeilles, qui décrit métaphoriquement la possibilité de reculer pour éviter son propre destin. Le lien entre Gilmore et Houdini et sa relation avec l'abeille mâle sont établis dans la scène de thérapie/conception au début du film, lorsque l'esprit de Houdini est invoqué et que le père de Gilmore meurt après avoir fécondé sa femme.
Les paysages du Midwest, l'histoire de Gilmore, la danse des abeilles, la fécondation, la mort comme résurrection et le saut en arrière sont des éléments cruciaux de l'intrigue. Le film met également en scène Dave Lombardo, ancien batteur de Slayer, et Steve Tucker, chanteur du groupe de death metal Morbid Angel, dans une allusion à Johnny Cash, qui a appelé Gilmore la nuit de son exécution pour exaucer ses dernières volontés.

## Fiche technique
- Titre original : Cremaster 2[3],[4]
- Réalisation et scénario : Matthew Barney
- Société de production : Glacier Field LLC
- Pays de production :  États-Unis
- Langues originales : anglais
- Genre : Expérimental et dramatique
- Format : couleurs - 1,77:1 - 35 mm
- Durée : 79 minutes
- Date de sortie :
  - États-Unis : 13 octobre 1999 (New York)
  - France : 2 juillet 2005 (Festival du film de La Rochelle)

## Distribution
- Norman Mailer : Harry Houdini
- Matthew Barney : Gary Gilmore
- Anonyme : Baby Fay La Foe
- Lauren Pine : Bessie Gilmore
- Scott Ewalt : Frank Gilmore
- Patty Griffin : Nicole Baker
- Michael Thompson : Max Jensen
- Dave Lombardo : Johnny Cash (à la batterie)
- Bruce Steele : Johnny Cash (avec abeilles)
- Steve Tucker : Johnny Cash (voix)
- Cat Kubic : Danseuse de Two-step
- Sam Jalhej : Danseur de Two-step
- Jacqueline Molasses : Bouledogue français
- Lenore Harris : Fay La Foe (voix)
- James Pantoleon : Police montée canadienne pour Métamorphose